# Denis Johnson
Denis Johnson (n. 1 iulie 1949, München, RFG – d. 24 mai 2017, Sea Ranch⁠(d), Comitatul Sonoma, California, SUA) a fost un scriitor american.

## Cărți traduse în limba română
- Arborele de fum, Editura Polirom, 2011, ISBN 978-9734612031